# Konoe Motozane
Konoe Motomi (Konoe Motozane, abans 近蠁衞 基實) va ser un príncep de finals del període Heian. Fujiwara Kitaie, el quart fill de Sekihaku Fujiwara no Tadamichi. El rang oficial és el segon rang, regent, guanpaku i ministre d'esquerres. Es coneix comunament com el Rokujo Regent. L'avantpassat de la família Konoe, el cap de la família Gosetsu. El nom de la família es deriva del fet que el Palau Konoe, que es trobava al nord de Kyoto Konoe i a l'est de Muromachi, davant de Konoe Oji, era la residència.

## Biografia
El segon any de Koji (1143), va néixer com el primer fill mascle des del tercer fill de Fujiwara Tadamichi, que va morir prematurament 16 anys abans, per a Fujiwara Tadamichi, de 47 anys. Tadatsu, que feia molt de temps que no havia estat beneït amb un hereu masculí, tenia el seu germà petit Yorinaga més de 20 anys més gran en aquell moment, i va ser un naixement aparentment no desitjat. No obstant això, l'any següent, Motomi va ser traslladat de la casa familiar de la seva mare Minamoto Nobuko a Koyo-in, on va ser presentat com el successor de facto de Tadatsu a la cerimònia de Mochi de Cap d'Any el primer any de Kuan (1145). No obstant això, en vista del fet que Koyo-in era el palau de Tadamichi i la germana de Yorinaga, Fujiwara no Yasuko (nom femení: Koyo-in, Emperadriu Toba), i el fet que Yasuko estava protegint Yorinaga, Yasuko i Yorinaga van exigir que Tadamichi adoptés el fill biològic i cap de Yorinaga. També hi ha l'opinió que Motomi, que serà deposat fora del matrimoni, va decidir heretar la propietat com a fill adoptiu de Yasuko (El "Taiki" escriu que Tadatsu no va assistir al primer any de Kuyasu). Després d'això, el matrimoni entre Tadamichi i Kanenaga es va dissoldre el 4t any de Kuan (1148), i Motomi va ser nomenat successor de Tadamichi.
El 6è any de Kuan (1150), Motomi, que tenia 8 anys, va ser ordenat com a cap del clan Fuji, però al setembre, el seu pare Tadamichi va ser deposat pel pare de Tadamichi, Fujiwara no Tadatsu, per la qüestió de la successió, i va ser privat de la posició d'ancià del clan Fuji. Com a resultat, la festa no es va poder celebrar a la cerimònia de la roba antiga celebrada el 25 de desembre sense la cooperació de les nacions, i la investidura del major general Sakonoe de cinquè rang, que originalment s'havia de celebrar el dia de la roba original, també es va estendre fins al dia 30. Motomi només tenia 10 anys quan va ser ordenat al tercer rang, però la seva promoció va ser molt més tard que la dels fills de Yorinaga, i el nomenament del tinent general Konoe, que es considera una carrera indispensable per a la successió de la família Setseki, no va ser fins que es va nomenar el tercer rang (el fill il·legítim de la família Setseki sol ser nomenat en el cinquè rang), i el general Konoe mai va ser nomenat.
No obstant això, després de la caiguda de l'emperador Konoe, quan l'emperador Go-Shirakawa va pujar al tron amb el suport de Tadamichi, va passar per Gonchu-na-gon i Gon-dain-nagon amb el patrocini del seu pare i de l'emperador, i el segon any de Hogen (1157), es va convertir en el segon ministre dretOrdenat a. Durant aquest temps, ell i el seu pare van ser propers a l'emperador a la rebel·lió Hogen, i va oferir l'espasa quan va anar al palau Higashi Sanjo. A l'agost del 3r any de Hogen (1158), Motomi va ser promogut al rang de Sekihaku de l'emperador Nijō a la jove edat de 16 anys i es va convertir en el cap del clan Fuji. Tadatsu, que havia arribat a la vellesa de 62 anys, va promoure Motomi el més aviat possible i va renunciar a la posició de Sekihaku, i ell mateix va intentar fer-se càrrec del senyor.
No obstant això, d'altra banda, Tadatsu considerava que Motomi, que no havia passat pel General Konoe, era inadequat com a successor legítim de la família Setseki, Hi ha un argument que Tadamichi va intentar que el germà petit de Motomi succeís a la família Setseki i que els seus descendents heretessin la família Setseki. Com a successora prevista per Tadamichi, que era la segona persona més poderosa de la cort imperial, la filla de Sanjo Kokyo del clan Kanin-ryu Fujiwara va ser presa com la seva esposa i el diari de Tadatsu també va ser escrit per Tadamichi. Emperador Kamon-in, Emperador Sutoku Emperador i Emperadriu) i va ser promogut al mateix nivell que el fill il·legítim de la família SetsekiHi ha una teoria que es considera el sisè fill Kujo Kanemi. En el segon any de Heiji (1160), Motomi va ser nomenat ministre d'esquerres, però l'any següent Matsuden Motofusa també va ser promogut a ministre de la dreta i Kujo Kanemi va ser promogut a gondainagon. Motomi era particularment cautelós amb Motobo, tant que Kanemi va escriure després de la mort de Motomi que Motomi tenia rancor contra Motobo (Tamaba, Joan 2, 20 de novembre). A més, l'oficina principal de Motomi era només la filla de Fujiwara no Tadataka, un membre de la Cort Imperial, i el germà gran de la seva dona, Fujiwara no Shin, era el líder de la Rebel·lió Heiji, de manera que Motomi estava en una posició difícil.
No obstant això, dos mesos després de la mort sobtada de Tadatsu el febrer del segon any de Chokan (1164), Motomi es va casar amb Moriko, la filla de Taira Kiyomori. Kiyomori era originalment la mainadera de l'emperador Nijo, i es creu que va tractar de guanyar-se el suport de la família Heike en ràpid creixement (de fet, a partir d'aquest moment, el clan de Kiyomori serà promogut a funcionaris de la casa com el criat de la família Setseki). El 3r any de l'any següent (1165), Motomi es va convertir en el regent de l'emperador Rokujo, però un any després, el 26 de juliol, el 2n any d'Eiman (1166), va estar malalt (es diu que la causa de la mort va ser disenteria). Va morir amb només 24 anys. Va ser guardonat amb el títol de Ministre d'Afers Polítics.
Els fills de Motomi eren joves, i el seu germanastre Matsuden Motofusa es va convertir en regent, però a causa del treball de Kiyomori i Ieji Fujiwara Kunitsuna, la majoria de les propietats i diaris de la família Setseki van ser heretats temporalment per Moriko, i en el futur el fill il·legítim de Motomichi, Mototsu (fill adoptiu de Moriko) es va decidir heretar-lo. Motomi no estava de cap manera segur com a hereu de la família Setseki, i estava frustrat, però d'aquesta manera, la família Konoe, l'avantpassat de la qual era el seu avantpassat, va continuar com un dels regents.

## Trajectòria
La data està en el calendari lunar.
- 25 de desembre de 1149, 6è any de Kuan: Yuan es va rendir i va ser ordenat al cinquè rang. Comissionat com a contraalmirall Sakonoe. Es permet ascendir i prohibir el color.
- 6 de gener de 1150, 7è any de Kuan: Ascendit al rang de subordinat al rang de subordinat, Sakonoe Major General Nyogen.
- El primer any de Renping (1151)
  - Mes i data desconeguts: Simultàniament serveix com a Omisuke.
  - 2 de febrer: Ascendit al rang de contraalmirall Sakonoe, Omisuke Nyogen.
- 2n any de Renping (1152)
  - 8 de març: Ascendit al rang de contraalmirall Sakonoe.
  - 9 de setembre: Transferit al tinent general Sakonoe.
- 3r any de Renping (1153)
  - 7 de gener: Ascendit al rang de tinent general Sakonoe.
  - 21 de gener: Harima Gonmori pren possessió simultàniament.
- 4t any de Renping (1154)
  - 27 de gener: Traslladat a Gonchu Nagon i simultàniament va servir com a governador de Saemon.
- El primer any de Kuju (1155)
  - 13 de setembre: Traslladat a Gondainagon i Saemon Ryūgen.
  - 17 de setembre: Ascendit al rang de subordinat al rang de Gondainagon i Saemon Ryūgen.
  - 28 d'octubre: Proclamació del clan Tachibana (exemple de Fujiwara rebent una proclamació)
- Hogen 2n any (1157)
  - 24 de gener: Ascendit al rang de Shōnin, Gondai Nagon i Saemon Ryūgen.
  - 19 d'agost: Transferit al ministre dret.
  - 17 de desembre: Posició concurrent del príncep Morihito com a cap del Palau de l'Est.
- 11 d'agost, 3r any d'Homoto (1158): Sekihaku Nobushita, cap del clan Fujiwara nobu, ministre dret Nyogen. L'ordre de seients segueix el primer ministre Taisei, Fujiwara Sosuke, i el segon a l'esquerra, Fujiwara Itsu. No es va convertir en una companyia.
- 11 d'agost de 1160, 2n any de Heiji: Transferit al ministre esquerre, Sekihaku i l'ancià del clan Fujiwara Nyogen. L'escó és el segon en línia amb la segona posició de Morita, el ministre d'Afers Polítics, Fujiwara Itsu.
- En el segon any de Changkan (1164), salts el 7 d'octubre: Va dimitir com a ministre d'esquerres.
- 3r any de Changkan (1165)
  - 3 de febrer: Es converteix en una companyia a causa de la mort de Fujiwara Itsu.
  - 25 de juny: Va aturar Kanpaku i es va declarar regent.
- 1166
  - 26 de juliol: Va morir. Tenia 24 anys.
  - 12 d'agost: Primer ministre d'Afers Polítics.

## Genealogia
- Pare: Tadamichi Fujiwara
- Mare: Minamoto Nobuko (filla de Minamoto Kuninobu)
- Sala principal: Taira Moriko (filla de Taira Kiyomori)
- Esposa: Filla de Tadataka Fujiwara
  - Fill gran: Konoe Motomichi (1160-1233)
- Esposa: Filla de Kensuke Fujiwara
  - Segon fill: Awataguchi Tadayoshi (1164-1225) - descendents de la família Awataguchi
  - Dona: Michiko Konoe (1163-?) - Emperador Takakura, mare associada de l'emperador Antoku, Jun Sannomiya
- Esposa: Filla de Minamoto Mori Sutra
  - Home: Kakuson
- Fills de mare biològica desconeguda
  - Home: Yukaku
  - Home: Dokan

## Obres relacionades
Drama de televisió

- "Herb Burning" (1979, NHK Taiga Drama, Actor: Osamu Tsuruoka)
- "Taira Kiyomori" (2012, drama de taiga de la NHK, interpretat per Murasugi Chinosuke)